# Komorna glasba
Komorna glasba je izraz za skladbe, ki so komponirane za manjše zasedbe, pri katerih vsak part partiture izvaja le po en glasbenik.
Glede na število izvjalcev v ansamblu ločimo:
- Solo - 1 izvajalec
- Duo - 2 izvajalca (izraz duet se uporablja pri skladbah za dva pevska glasova, izjemoma za dva enaka instrumenta)
- Trio - 3 izvajalci (izraz tercet se uporablja pri skladbah za tri pevske glasove, izjemoma za tri enake instrumente)
- Kvartet - 4 izvajalci
- Kvintet - 5 izvajalcev
- Sekstet - 6 izvajalcev
- Septet - 7 izvajalcev
- Oktet - 8 izvajalcev
- Nonet - 9 izvajalcev
- Decet - 10 izvajalcev (redkeje uporabljena zasedba, imenovana tudi diksutor, včasih decimet)

Izraz komorna glasba izhaja iz italijanščine (musica da camera= manjši prostor, soba), prvič je omenjen leta 1555. Komorne instrumentalne ali vokalne skladbe so se sprva izvajale v manjših prostorih dvorcev premožnih fevdalcev in ne v velikih dvoranah. 
Pridevnik komorni se v podobnem kontekstu uporablja še pri izrazih:
- komorni orkester
- komorni zbor
- komorna opera
- komorna simfonija